# The Abrams
Abrams (trước đây là The Abrams Brothers) là một ban nhạc đồng quê Canada gồm các nhạc sĩ thế hệ thứ tư John Abrams và James Abrams. Họ đã biểu diễn với các nghệ sĩ như John Hammond, Feist, Dean Brody, The Dixie Chicks, Nitty Gritty Dirt Band, và Luke Combs.

## Tiểu sử
Abrams đã biểu diễn cùng nhau từ khi John 11 tuổi và James lên 9 tuổi. Năm 2005, nhóm được vinh danh là Nghệ sĩ mới nổi của năm tại Giải thưởng âm nhạc Bluegrass của Canada. Năm 2006, họ nhận được Cây đàn Violin Tưởng niệm Daniel Pearl. Anh em nhà Abrams ở tuổi 12 và 15, là bộ đôi người Canada trẻ nhất xuất hiện trên sân khấu Grand Ole Opry quý giá ở Nashville, Tennessee.
Abrams đã phát hành một album tưởng nhớ Bob Dylan và Arlo Guthrie mang tên Blue On Brown vào năm 2009. Arlo Guthrie đã phản hồi lại đĩa nhạc bằng cách nói rằng ban nhạc "còn quá trẻ để chơi hay như vậy. Tôi biết tôi sẽ nghe nhạc The Abrams Brothers trong một thời gian dài sắp tới."
Ban nhạc đã phát hành album đầu tiên của họ, Northern Redemption vào năm 2011 dưới nhãn đĩa Fontana North/ United For Opportunity. Album được sản xuất bởi ca sĩ kiêm nhạc sĩ/nhà sản xuất người Canada Chris Brown, trước đây là thành viên của The Bourbon Tabernacle Choir, với phần credit bao gồm The Barenaked Ladies, Ani DiFranco và Tony Scherr.
Abrams đã tham gia vào nhiều dự án phục vụ cộng đồng tại quê hương của họ ở Kingston, Ontario. Vào mùa xuân năm 2012, họ khởi động sáng kiến Musicville Ontario, trong đó họ quyên góp $1000 cho một tổ chức từ thiện giáo dục âm nhạc địa phương.
Abrams đã phát hành EP đầu tay của hãng lớn vào ngày 20 tháng 5 năm 2016, thông qua Warner Music Canada. EP được sản xuất bởi Gavin Brown tại Noble Street Studios ở Toronto, Ontario. Đĩa đơn đầu tiên của album, "Fine" được phát hành vào tháng 4 năm đó. Album đã mang về cho ban nhạc chiến thắng CMAO cho Nghệ sĩ/Nhóm nhạc của năm.
Vào ngày 15 tháng 5 năm 2019, The Abrams đã phát hành một đĩa đơn hoàn toàn mới, "Sounds Good To Me", được sản xuất bởi Matt Rovey, người đã làm việc với Zac Brown Band và Alan Jackson. Một bộ sưu tập âm nhạc mới sẽ được phát hành vào cuối năm 2019.

## Thành viên
- John Abrams - giọng hát, guitar
- James Abrams - giọng hát, violin

## Danh sách đĩa nhạc

### Album

#### Album phòng thu
| Tiêu đề             | Thông tin album                                                                                    |
| ------------------- | -------------------------------------------------------------------------------------------------- |
| Carrying On         | - Phát hành: 2004 - Nhãn đĩa: MasterShield - Định dạng: CD                                         |
| Iron Sharpens Iron  | - Phát hành: 2006 - Nhãn đĩa: MasterShield - Định dạng: CD                                         |
| Blue On Brown       | - Phát hành: 22 tháng 7, 2008 - Nhãn đĩa: United For Opportunity - Định dạng: CD                   |
| Northern Redemption | - Phát hành: 11 tháng 6, 2011 - Nhãn đĩa: United For Opportunity - Định dạng: CD, digital download |

## Đĩa mở rộng
| Tiêu đề    | Thông tin album                                                                                            |
| ---------- | --- |
| The Abrams | - Phát hành: 20 tháng 5, 2016 - Nhãn đĩa: Warner Music - Định dạng: CD, digital download                   |
| Reminder   | - Phát hành: ngày 20 tháng 9 năm 2019 - Nhãn đĩa: Warner Music - Định dạng: CD Digital download, streaming |

## Đĩa đơn
| Tiêu đề                 | Năm              | Album      |
| ----------------------- | ---------------- | ---------- |
| "Mermaid Town"          | Non-album single |            |
| Fine                    | 2016             | The Abrams |
| Spend Your Life With Me | 2016             | The Abrams |
| Champion                | 2017             | The Abrams |
| Sounds Good To Me       | 2019             | Reminder   |

## Video âm nhạc
| Tiêu đề                 | Năm  | Album               |
| ----------------------- | ---- | ------------------- |
| Viva la Vida            | 2009 | Northern Redemption |
| Mermaid Town            | —    |                     |
| Northern Redemption     | 2012 | Northern Redemption |
| Fine                    | 2016 | The Abrams          |
| Champion                | 2016 | The Abrams          |
| Spend Your Life With Me | 2017 | The Abrams          |

## Giải thưởng và đề cử
| Năm  | Giải thưởng | Hạng mục                          | Đề cử cho  | Kết quả   | Ref           |
| ---- | ----------- | --------------------------------- | ---------- | --------- | ------------- |
| 2017 | CMAO Awards | Roots Artist or Group of the Year | The Abrams | Đoạt giải | [ 10 ] [ 11 ] |
| 2017 | CMAO Awards | Group or Duo of the Year          | The Abrams | Đề cử     | [ 10 ] [ 11 ] |
| 2017 | CMAO Awards | Rising Star Award                 | The Abrams | Đề cử     | [ 10 ] [ 11 ] |